# Shanghai Golden Grand Prix 2017
Navigation
Édition précédente Édition suivante
Le Shanghai Golden Grand Prix 2017 se déroule le 13 mai 2017 au Stade de Shanghai, en Chine. Il s'agit de la deuxième étape de la Ligue de diamant 2017.

## Résultats

### Hommes
| Rang | Athlète          | Temps         | Points |
| ---- | ---------------- | ------------- | ------ |
| 1    | Noah Lyles       | 19 s 90 (=WL) | 8      |
| 2    | LaShawn Merritt  | 20 s 27 (SB)  | 7      |
| 3    | Adam Gemili      | 20 s 35 (SB)  | 6      |
| 4    | Ameer Webb       | 20 s 39 (SB)  | 5      |
| 5    | Xie Zhenye       | 20 s 40 (NR)  | 4      |
| 6    | Aaron Brown      | 20 s 41 (SB)  | 3      |
| 7    | Churandy Martina | 20 s 62 (SB)  | 2      |
| 8    | Brendon Rodney   | 20 s 63 m     | 1      |

| Rang | Athlète                   | Temps                | Points |
| ---- | ------------------------- | -------------------- | ------ |
| 1    | Kipyegon Bett             | 1 min 44 s 70        | 8      |
| 2    | Robert Biwott             | 1 min 45 s 15 (SB)   | 7      |
| 3    | Ferguson Cheruiyot Rotich | 1 min 45 s 17        | 6      |
| 4    | David Rudisha             | 1 min 45 s 36 (SB)   | 5      |
| 5    | Alfred Kipketer           | 1 min 45 s 40 (SB)   | 4      |
| 6    | Adam Kszczot              | 1 min 45 s 45 (SB)   | 3      |
| 7    | Marcin Lewandowski        | 1 min 45 s 87 (SB)   | 2      |
| 8    | Brandon McBride           | 1 min 46 s 40 m (SB) | 1      |

| Rang | Athlète            | Temps          | Points |
| ---- | ------------------ | -------------- | ------ |
| 1    | Omar McLeod        | 13 s 09        | 8      |
| 2    | Orlando Ortega     | 13 s 15 (SB)   | 7      |
| 3    | Xie Wenjun         | 13 s 31 (SB)   | 6      |
| 4    | Hansle Parchment   | 13 s 35 (SB)   | 5      |
| 5    | Sergueï Choubenkov | 13 s 35 (SB)   | 4      |
| 6    | Aries Merritt      | 13 s 36 (SB)   | 3      |
| 7    | Gregor Traber      | 13 s 41 (SB)   | 2      |
| 8    | David Oliver       | 13 s 62 m (SB) | 1      |

| Rang | Athlète          | Temps        | Points |
| ---- | ---------------- | ------------ | ------ |
| 1    | Bershawn Jackson | 48 s 63 (MR) | 8      |
| 2    | L. J. van Zyl    | 49 s 35      | 7      |
| 3    | Rasmus Mägi      | 49 s 38 (SB) | 6      |
| 4    | Kerron Clement   | 49 s 43      | 5      |
| 5    | Javier Culson    | 49 s 90      | 4      |
| 6    | Kariem Hussein   | 50 s 02 (SB) | 3      |
| 7    | Annsert Whyte    | 50 s 18 (SB) | 2      |
| 8    | Nicholas Bett    | 51 s 09      | 1      |

| Rang | Athlète            | Marque       | Points |
| ---- | ------------------ | ------------ | ------ |
| 1    | Mutaz Essa Barshim | 2,33 m       | 8      |
| 2    | Wang Yu            | 2,30 m (SB)  | 7      |
| 3    | Andriy Protsenko   | 2,27 m (SB)  | 6      |
| 4    | Erik Kynard        | 2,24 m       | 5      |
| 4    | Zhang Guowei       | 2,24 m (=SB) | 5      |
| 6    | Sylwester Bednarek | 2,24 m (SB)  | 3      |
| 7    | Michael Mason      | 2,20 m       | 2      |
| 7    | Robbie Grabarz     | 2,20 m       | 2      |

| Rang | Athlète                | Marque          | Points |
| ---- | ---------------------- | --------------- | ------ |
| 1    | Luvo Manyonga          | 8,61 m (DLR,MR) | 8      |
| 2    | Gao Xinglong           | 8,22 m (SB)     | 7      |
| 3    | Huang Changzhou        | 8,20 m (PB)     | 6      |
| 4    | Zhang Yaoguang         | 8,19 m (PB)     | 5      |
| 5    | Rushwal Samaai         | 8,18 m          | 4      |
| 6    | Jeff Henderson         | 8,03 m          | 3      |
| 7    | Emiliano Lasa          | 7,90 m          | 2      |
| 8    | Godfrey Khotso Mokoena | 7,85 m (SB)     | 1      |

| Rang | Athlète                 | Marque      | Points |
| ---- | ----------------------- | ----------- | ------ |
| 1    | Sam Kendricks           | 5,88 m (SB) | 8      |
| 2    | Renaud Lavillenie       | 5,83 m (SB) | 7      |
| 3    | Shawn Barber            | 5,60 m (SB) | 6      |
| 4    | Thiago Braz             | 5,60 m (SB) | 5      |
| 5    | Konstantinos Filippidis | 5,50 m (SB) | 4      |
| 6    | Raphael Holzdeppe       | 5,50 m (SB) | 3      |
| 7    | Stanley Joseph          | 5,40 m (SB) | 2      |
| 8    | Yao Jie                 | 5,40 m (SB) | 1      |

| Rang | Athlète              | Marque       | Points |
| ---- | -------------------- | ------------ | ------ |
| 1    | Philip Milanov       | 64,94 m (SB) | 8      |
| 2    | Piotr Malachowski    | 64,36 m (SB) | 7      |
| 3    | Daniel Ståhl         | 64,14 m      | 6      |
| 4    | Lukas Weisshaidinger | 63,71 m      | 5      |
| 5    | Christoph Harting    | 63,47 m (SB) | 4      |
| 6    | Robert Urbanek       | 61,94 m (SB) | 3      |
| 7    | Daniel Jasinski      | 59,44 m (SB) | 2      |
| 8    | Martin Kupper        | 57,97 m      | 1      |

### Femmes
| Rang | Athlète                 | Temps        | Points |
| ---- | ----------------------- | ------------ | ------ |
| 1    | Elaine Thompson         | 10 s 78 (WL) | 8      |
| 2    | Tori Bowie              | 11 s 04 (SB) | 7      |
| 3    | Marie-Josée Ta Lou      | 11 s 07 (SB) | 6      |
| 4    | Michelle-Lee Ahye       | 11 s 21 (SB) | 5      |
| 5    | Murielle Ahouré         | 11 s 22 (SB) | 4      |
| 6    | Veronica Campbell-Brown | 11 s 23      | 3      |
| 7    | Morolake Akinosun       | 11 s 24      | 2      |
| 8    | Christania Williams     | 11 s 33 (SB) | 1      |

| Rang | Athlète                    | Temps        | Points |
| ---- | -------------------------- | ------------ | ------ |
| 1    | Shaunae Miller-Uibo        | 49 s 77 (WL) | 8      |
| 2    | Natasha Hastings           | 50 s 74 (SB) | 7      |
| 3    | Olha Zemlyak               | 50 s 89 (SB) | 6      |
| 4    | Novlene Williams-Mills     | 51 s 45 (SB) | 5      |
| 5    | Anneisha McLaughlin-Whilby | 51 s 63 (SB) | 4      |
| 6    | Justyna Swiety             | 51 s 64 (SB) | 3      |
| 7    | Stephenie Ann McPherson    | 51 s 97 (SB) | 2      |
| 8    | Morgan Mitchell            | 52 s 23      | 1      |

| Rang | Athlète           | Temps              | Points |
| ---- | ----------------- | ------------------ | ------ |
| 1    | Faith Kipyegon    | 3 min 59 s 22 (WL) | 8      |
| 2    | Dawit Seyaum      | 4 min 00 s 52 (SB) | 7      |
| 3    | Besu Sado         | 4 min 03 s 10 (SB) | 6      |
| 4    | Rababe Arafi      | 4 min 04 s 94 (SB) | 5      |
| 5    | Malika Akkaoui    | 4 min 05 s 83 (SB) | 4      |
| 6    | Angelika Cichocka | 4 min 06 s 23 (SB) | 3      |
| 7    | Claudia Bobocea   | 4 min 06 s 33 (SB) | 2      |
| 8    | Katie Mackey      | 4 min 07 s 15 (SB) | 1      |

| Rang | Athlète                     | Temps               | Points |
| ---- | --------------------------- | ------------------- | ------ |
| 1    | Hellen Obiri                | 14 min 22 s 47 (WL) | 8      |
| 2    | Senbere Teferi              | 14 min 31 s 76 (SB) | 7      |
| 3    | Letesenbet Gidey            | 14 min 36 s 84 (PB) | 6      |
| 4    | Margaret Chelimo Kipkemboi  | 14 min 45 s 95 (PB) | 5      |
| 5    | Caroline Chepkoech Kipkirui | 14 min 51 s 87 (PB) | 4      |
| 6    | Sofia Assefa                | 14 min 56 s 37 (PB) | 3      |
| 7    | Sentayehu Lewetegn          | 15 min 08 s 57 (SB) | 2      |
| 8    | Mercyline Chelangat         | 15 min 09 s 45 (PB) | 1      |

| Rang | Athlète           | Marque       | Points |
| ---- | ----------------- | ------------ | ------ |
| 1    | Gong Lijiao       | 19,46 m (SB) | 8      |
| 2    | Daniella Bunch    | 18,98 m      | 7      |
| 3    | Anita Márton      | 18,69 m      | 6      |
| 4    | Bian Ka           | 18,18 m (SB) | 5      |
| 5    | Brittany Smith    | 17,95 m      | 4      |
| 6    | Melissa Boekelman | 17,83 m (SB) | 3      |
| 7    | Yuliya Leantsiuk  | 17,70 m      | 2      |
| 8    | Cleopatra Borel   | 17,64 m      | 1      |

| Rang | Athlète              | Marque       | Points |
| ---- | -------------------- | ------------ | ------ |
| 1    | Sandra Perković      | 66,94 m      | 8      |
| 2    | Dani Stevens         | 66,47 m      | 7      |
| 3    | Denia Caballero      | 65,76 m (SB) | 6      |
| 4    | Nadine Müller        | 64,36 m (SB) | 5      |
| 5    | Yaime Pérez          | 63,79 m      | 4      |
| 6    | Su Xinyue            | 62,87 m      | 3      |
| 7    | Julia Harting        | 62,49 m (SB) | 2      |
| 8    | Mélina Robert-Michon | 61,43 m      | 1      |

## Légende
Records et Performances
- AR : Record continental (area record)
- CR : Record des championnats (championship record)
- MR : Record du meeting (meet record)
- NR : Record national (national record)
- OR : Record olympique (olympic record)
- PR : Record paralympique (paralympic record)
- PB : Record personnel (personal best)
- SB : Meilleure performance personnelle de la saison (season's best)
- WL : Meilleure performance mondiale de l'année (world leader)
- WJR : Record du monde junior (world junior record)
- WR : Record du monde (world record)

Circonstances et Conditions
- DNF : N'a pas terminé (did not finish)
- DNS : N'a pas pris le départ (did not start)
- DQ : Disqualification (disqualification)
- NM : Aucun essai valable enregistré (No Mark)
- Q : Qualifié « directement » au prochain tour (ou à la prochaine compétition), lors d'une compétition majeure, grâce au classement ou à la réalisation des minima (automatic qualifier)
- q : Qualifié au prochain tour (ou à la prochaine compétition), lors d'une compétition majeure, grâce au repêchage ou à la réalisation de l'une des meilleures performances parmi celles des « non qualifiés directement » (grâce au meilleur temps ou à la meilleure distance par exemple) (secondary qualifier)

DLR Record de la Ligue de diamant